# Sorin Titel
Sorin Titel (Marzsina, 1935. december 7. – Bukarest, 1985. január 17.) román esszé- és regényíró.

## Életrajz
Sorin Titel 1935. december 7-én született Marzsina településen, Romániában. Apja Iosif Titel jegyző volt, édesanyja pedig a háztartással foglalkozott.
1946–1953 között elvégezte a líceumot Lugoson és Karánsebesen, majd bejutott a Bukaresti Egyetem filmművészeti karára. Egy év után átiratkozott a filmművészeti és rendezői szakra a bölcsészkaron belül. 1956-ban kitiltották az egyetemről, mivel szimpatizált a magyarországi egyetemistákkal. 1957-ben Kolozsváron újra beiratkozott az egyetemre, de csupán egy hónapig.
Íróként 1957-ben debütált, a „Drumul” (Út) című karcolattal, amely a „Tânărul scriitor” című újságban jelent meg. 1963-ban jelentette meg az első karcolatkötetét „Copacul” (A fa) címmel. Ezen kívül több mesét, elbeszélést, regényt és esszét is írt.
1958 és 1964 között elvállalt egy helyettesítő tanári állást Krassó-Szörény megyei Körpa faluban, ahol román nyelvet tanított. 1961-ben úgy döntött, hogy visszatér az egyetemre, amelyet ezúttal levelezői tagozaton végzett el 1964-ben. 1964-1971 között szerkesztőként dolgozott a „Scrisul Bănățean” újságnál (később: „Orizont”). Több regényt jelentetett meg, és ez megerősítette helyét a Romániai Írószövetségben. 1971-ben Bukarestbe költözött, ahol a România literară-nál lett szerkesztő.
Halálát egy kíméletlen betegség okozta, 1985. január 17-én hunyt el.

## Művei
- Copacul, schițe, Editura pentru literatură, București, 1963 – A fa, karcolat
- Reîntoarcerea posibilă, Editura pentru literatură, București, 1966 – Lehető visszatérés, regény
- Valsuri nobile și sentimentale, povestiri, Editura pentru literatură, București, 1967 – Nemes és érzékeny keringők, elbeszélések
- Dejunul pe iarbă, Editura pentru literatură, București, 1968 – Reggeli a füvön, regény
- Noaptea inocenților, nuvele, Editura Cartea Românească, București, 1970 – Ártatlanok estéje, novellák
- Lunga călătorie a prizonierului, Editura Cartea Românească, București, 1971 – franciára lefordította Marie France Ionesco, Eugen Ionesco lánya. Megjelent hollandul és lengyelül is – A rab hosszú utazása, regény
- Țara îndepărtată, Editura Eminescu, București, 1974.[2]). – A távoli ország, regény, A madár és az árnyék, Asszony, nézd a fiad, A gyors pillanat
- Herman Melville. Fascinația mării, eseu, Editura Albatros, București, 1975
- Pasiunea lecturii, eseu, Editura Facla, Timișoara, 1976 – Az olvasás iránti szenvedély, esszé
- În căutarea lui Cehov și alte eseuri, Editura Cartea Românească, București, 1984 – Csehov keresése, esszé
- Melancolie, roman neterminat, Editura Cartea Româneasca, București, 1988
- Bucătăria de vară, scenarii cinematografice, Editura Marineasa, Timișoara, 1997 Nyári konyha, forgatókönyvek
- Opere, vol.I: Schițe și povestiri; vol.II: Nuvele. romane, textstabilit, cronologie, note, comentarii, variante și repere critice de Cristina Balinte, előszó: Eugen Simion, Ed. Fundației Naționale pentru Știință și Artă & Univers enciclopedic, București, 2005

## Magyarul
- A fogoly hosszú utazása. Elbeszélések; ford., vál. Kántor Erzsébet; Kriterion, Bukarest, 1975
- A fogoly hosszú utazása; ford. Kántor Erzsébet; inː A túlélés iróniája. Mai román kisregények; vál., jegyz. Domokos Géza; Európa, Bp., 1976
- A madár és az árnyék; ford. Kolozsvári Papp László; Európa, Bp., 1981
- Asszony, íme a te fiad. Regény; ford. Kolozsvári Papp László; Európa, Bp., 1986

## Filmszövegkönyv
- Iarba verde de acasă – Otthoni zöld fű

## Fordítás
- Ez a szócikk részben vagy egészben  a   Sorin Titel című román Wikipédia-szócikk fordításán alapul.  Az eredeti cikk szerkesztőit annak laptörténete sorolja fel. Ez a jelzés csupán a megfogalmazás eredetét és a szerzői jogokat jelzi, nem szolgál a cikkben szereplő információk forrásmegjelöléseként.